# Црква Успења Пресвете Богородице у Доњем Стопању
Црква Успења Пресвете Богородице у Доњем Стопању, насељеном месту на територији града Лесковца, православни је храм који припада Епархији нишкој Српске православне цркве.
Црква посвећена Успењу Пресвете Богородице подигнута је због дотрајалости и оронулости храма Светог Николаја. Црквена општина доњестопањска је донела одлуку да се изгради нова црква. После добијања благослова Епископа нишког Иринеја и дозволе за градњу од стране Општинске управе за урбанизам Лесковац, започета је градња.
Пројектант храма је Живко Миленковић из Крушевца. Храм је пројектован у византијском стилу са пет купола, димензија 17,49 х 12,37m. Дана 12. јуна 2005. године Епископ нишки Иринеј извршио је освећење темеља нове цркве.